# جون راسيل (كاتب)
جون راسيل (بالإنجليزية: John Russell)‏ هو كاتب وكاتب سيناريو أمريكي، ولد في 1885 في دافنبورت في الولايات المتحدة، وتوفي في 6 مارس 1956 في سانتا مونيكا في الولايات المتحدة.

## وصلات خارجية
- جون راسيل على موقع IMDb (الإنجليزية)
- جون راسيل على موقع ألو سيني (الفرنسية)
- جون راسيل على موقع أول موفي (الإنجليزية)
- جون راسيل على موقع قاعدة بيانات الأفلام السويدية (السويدية)
- جون راسيل على موقع قاعدة بيانات الفيلم (الإنجليزية)
- جون راسيل على موقع كينوبويسك (الروسية)